# Yūdai Tanaka (Fußballspieler, 1999)
Yūdai Tanaka (japanisch 田中 雄大 Tanaka Yūdai; * 14. Dezember 1999 in der Präfektur Kanagawa) ist ein japanischer Fußballspieler.

## Karriere
Yūdai Tanaka erlernte das Fußballspielen in der Jugendmannschaft des FC Tama, der Schulmannschaft der Toko Gakuen High School sowie in der Universitätsmannschaft der Waseda-Universität. Seinen ersten Profivertrag unterschrieb er am 1. Februar 2022 bei Fagiano Okayama. Der Verein aus Okayama, einer Stadt in der Präfektur Okayama auf Honshū, der Hauptinsel von Japan, spielte in der zweiten japanischen Liga, der J2 League. Sein Zweitligadebüt gab Yūdai Tanaka am 20. Februar 2022 (1. Spieltag) im Heimspiel gegen Ventforet Kofu. Hier stand er in der Startelf und schoss in der 42. Minute sein erstes Zweitligator. Er stand die kompletten 90 Minuten auf dem Spielfeld. Fagiano gewann das Spiel 4:1. Am Ende der Saison 2024 belegte er mit Okayama den fünften Tabellenplatz und qualifizierte sich somit zu den Aufstiegsspielen zur ersten Liga. Hier konnte man sich im Finale gegen Vegalta Sendai durchsetzen und stieg somit in die erste Liga auf. Nach dem Aufstieg wechselte er im Februar 2025 auf Leihbasis zum Zweitligisten Ventforet Kofu.